# Die Singelbrücke bei der Paleisstraat in Amsterdam
Die Singelbrücke bei der Paleisstraat in Amsterdam (nl: De Singelbrug bij de Paleisstraat in Amsterdam) ist ein Gemälde des niederländischen Malers George Hendrik Breitner, gemalt im Jahr 1896, aktualisiert im Jahr 1898, Öl auf Leinwand, 100 × 152 Zentimeter. Es zeigt im impressionistischen Stil eine Winteransicht mit Personen, die die Amsterdamer Singelbrücke überqueren. Das Werk befindet sich heute in der Sammlung des Rijksmuseum Amsterdam.

## Kontext
Nachdem Breitner 1886 nach Amsterdam kam, empfand er das Amsterdamer Stadtleben als unerschöpfliche Inspirationsquelle. Sein persönliches Bild der niederländischen Hauptstadt aus der Zeit um die vorletzte Jahrhundertwende ist nicht nur durch seine Gemälde, sondern auch durch seine große Zahl erhaltener Fotografien erhalten geblieben.
Breitner war nicht nur Maler, sondern auch Fotograf und nutzte die Fotografie oft als Ausgangspunkt für seine Gemälde. Manchmal verwendete er beim Kopieren sogar Transparentpapier, auf dem er die Konturen der Szene nachzeichnete und sie dann mithilfe von Karos auf die Leinwand übertrug. Die typischen Merkmale der Fotokunst, wie die Idee des Schnappschusses und das Abschneiden des Bildes an den Rändern, spiegeln sich unverkennbar in seinen malerischen Kompositionen wider.

## Bild
Das Bild Die Singelbrücke an der Paleisstraat in Amsterdam zeigt einen dunklen Wintertag während des Fin de Siècle, an dem Spaziergänger die Singelbrücke an der Stelle überqueren, an der sie vom Dam über die Paleisstraat in den Grachtengürtel gelangen. Boden und Dächer sind mit nassem, etwas grauem Schnee bedeckt, der in Kombination mit den Schwarz- und Rotbrauntönen dennoch ein farbenfrohes und dynamisches Bild ergibt. Viele Menschen gehen auf der Straße hin und her, manchmal nur mit einem einzigen Farbstrich im Hintergrund dargestellt. Links spielen Mädchen, rechts hebt eine Magd ihre Röcke hoch, um zu verhindern, dass sie durch den Schnee geschleift werden. Es ist eine alltägliche Situation, in einer Momentaufnahme, wie in einem eingefrorenen Film.
In der Mitte des Vordergrunds steht eine modisch gekleidete Frau, gekleidet nach der neuesten Pariser Mode, in eine orangebraune Pelerine mit Pelzstreifenbesatz, die offenbar im Modehaus Hirsch & Cie eingekauft wurde. Sie trägt einen Schleier, der eng um einen Hut mit Hahnenfedern gezogen ist. Die Frau scheint direkt auf den Betrachter zuzugehen und vermittelt ihm fast den Eindruck, beiseitetreten zu müssen. Allerdings ist das Bild unten abrupt abgeschnitten, was verdeutlicht, wie Breitner häufig fotografische Aufnahmen für seine Gemälde nutzte.

## Anpassungen

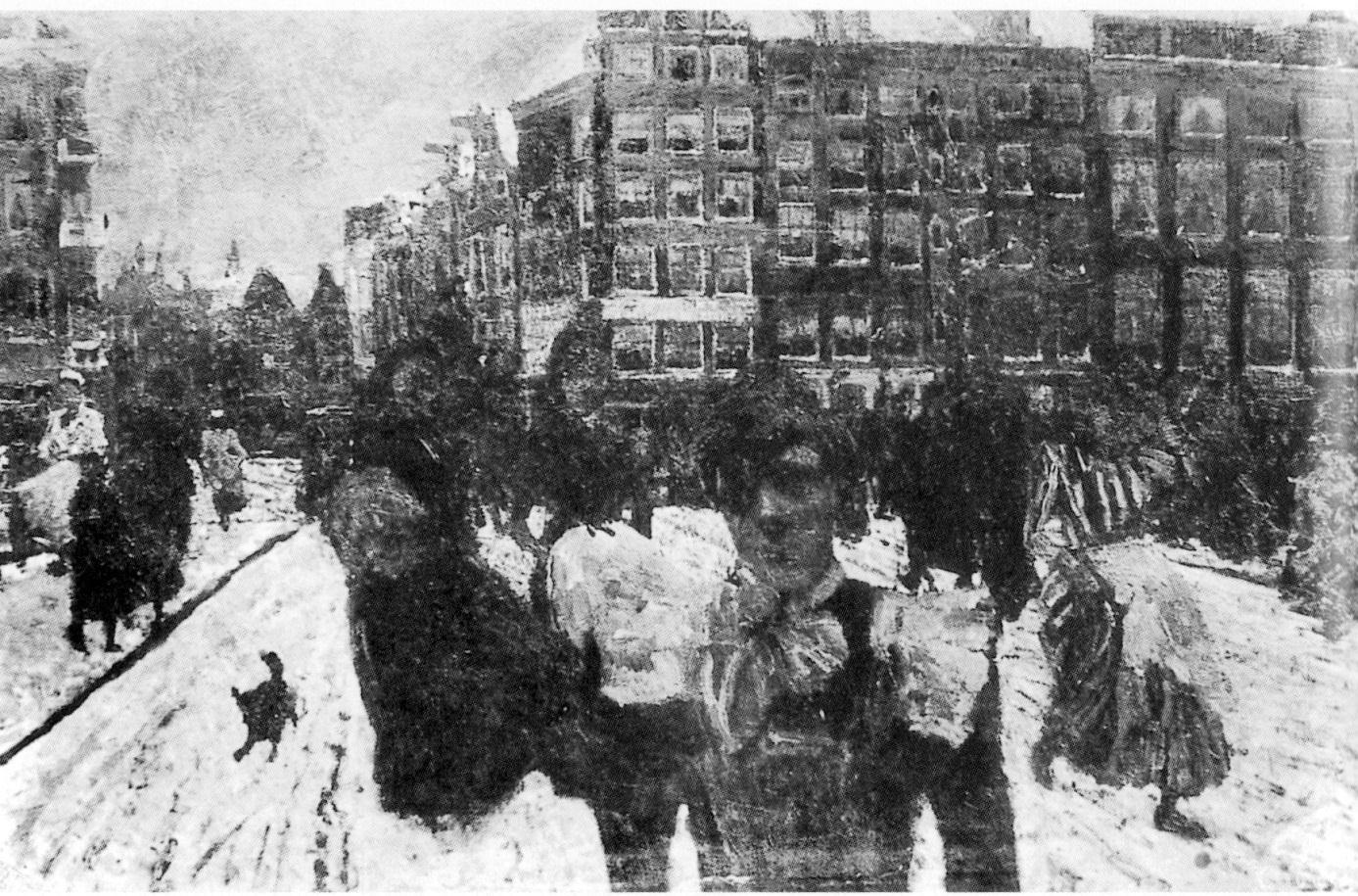
Foto der Originalversion des Gemäldes

Breitner stellte „Die Singelbrücke“ erstmals 1896 in der Amsterdamer Künstlervereinigung Arti et Amicitiae in der Paleisstraat in Amsterdam aus. Neben Lob gab es jedoch auch Kritik an „einer weniger erfolgreichen Figur im Vordergrund“, die als Straßenmädchen bezeichnet wurde. Auf Anraten des Geschäftsführers der Kunsthandlung Van Wisselingh & Co ersetzte Breitner anschließend die einfache Frau durch eine kultivierte Dame. Aufgrund einer starken Ähnlichkeit, insbesondere der Augen, wurde angenommen, dass Breitner sich von einem Fotoporträt seines Freundes Willem Witsen des Modells Lise Jordan, der Schwester seiner späteren Frau Marie, inspirieren ließ. Neben der Dame im Vordergrund veränderte er auch weitere Personen und Details.

## Provenienz und Ausstellungen
1898 bot Breitner das Werk über Van Wisselingh erneut zum Verkauf an, woraufhin es sofort verkauft wurde. 1905 kam das Werk wieder bei Van Wisselingh auf den Markt und wurde 1912 für 8100 Gulden, eine damals riesige Summe, an den Kunstsammler Jean Charles Joseph Drucker (1862–1944, Montreux) und seine Frau Maria Lydia Drucker-Fraser (1886–1944, Montreux) verkauft. Es wurde 1919 als Dauerleihgabe dem Rijksmuseum Amsterdam zur Verfügung gestellt. 1944 wurde es dem Rijksmuseum übereignet.
Es war Teil der Ausstellung Wolken und Licht. Impressionismus in Holland 2023 im Museum Barberini.